# Obligatorisk svenskundervisning i Finland
| Obligatorisk svenskundervisning i Finland |
| --- |
| Politisk teckning av "pro-svensk" hållning, som sägs begränsa ens perspektiv. Tidningsteckning från 1897. - Betydelse – kravet att läsa svenska i skolan i Finland - Del av – skolämnet "Andra inhemska språket" - Kontrovers – ses av bl.a. Finskhetsförbundet som "tvångssvenska" (pakkoruotsi) |

Obligatorisk svenskundervisning i Finland innebär att finskspråkiga skolelever i Finland ges obligatorisk undervisning i det svenska språket, liksom de svenskspråkiga ges i finska. Med införandet av grundskolan på 1970-talet blev svenska ett obligatoriskt ämne i årskurserna 7–9 (sedan 2016 från årskurs 6) för finskspråkiga elever i finskspråkiga skolor. På 1980-talet blev det obligatoriskt i yrkesskolorna och i handelskolorna. Undervisningen skall omfatta minst 6 veckotimmar utspritt på fyra årskurser (6–9). I gymnasiet har svenska alltid varit ett obligatoriskt ämne, och tills året 1937 var det också huvudlärspråket i universitetsundervisningen i Finland. Under gamla skolsystemet var svenska obligatoriskt också i mellanskolan. I studentexamen var svenska obligatoriskt åren 1874–2004 förutom under några krigsår.
Andra inhemska språket är obligatoriskt för såväl finskspråkiga som svenskspråkiga elever, svenska i finskspråkiga skolor, finska i svenskspråkiga; för invandrare med annat modersmål och personer med samiska som skolspråk gäller andra regler. Elever i svenskspråkiga skolor läser vanligen finska redan från årskurs 3.
Både finska och svenska är nationalspråk i Finland enligt grundlagen. Kunskap i det andra inhemska är en förutsättning för högskoleexamen och för många tjänster. Lagarna om tvåspråkighet gäller dock inte på det självstyrande Åland, som officiellt är enspråkigt svenskt.

## Översikt och historia
Innan grundskolan infördes på 1970-talet var det andra inhemska språket obligatoriskt i läroverken och högskolorna, men inte i folkskolan och medborgarskolan. Å andra sidan var svenska fram till 1937 också det huvudsakliga undervisningsspråket i den finländska universitetsutbildningen. Exempelvis i mellanskolan och gymnasiet fanns svenskstunder mycket mera än nu i grundskolan och gymnasiet. Svenska språkets tidigare dominerande ställning i det finländska samhället var dock kontroversiell ända sedan 1800-talet och förfinskningssträvandena av styret i storfurstendömet Finland. 1863 genomdrevs en lag om att avskaffa svenskan som enda administrationsspråk i Finland, något som dock infördes i praktiken först 1892. I början av 1900-talet växte den finskspråkiga nationalismen och aktivismen, och under mellankrigstiden utkämpades en språkstrid vid Helsingfors universitet. Som en reaktion grundades Åbo Akademi (1918) och Åbo universitet (1920), då respektive språk uppfattades inte beaktas tillräckligt väl där.
Det svenska språket blev obligatoriskt – som undervisningsspråk eller ämne – i samband med införandet av grundskolan. Genom grundskolereformen 1972–1981, som förlängde läroplikten och gjorde skolan mer jämlik mellan socialgrupper, blev det andra inhemska obligatoriskt på grundskolornas tre sista årskurser. Vid införandet av obligatoriet uppfattades språkstrid som utrikespolitiskt farlig och svenskan som ett viktigt band till Norden, som försvar mot Sovjetunionen. Finskhetsförbundet lyckades dock föra upp språkfrågan i den offentliga diskussionen i slutet av 1980-talet.
Senare har ett antal olika medborgarinitiativ arbetat för att göra svenskan som skolämne frivilligt i Finlands obligatoriska skolsystem. Detta har dock aldrig fått majoritet vid omröstningar i Finlands riksdag.
Svenskans ställning i skolan har försvagats på 2000-talet, bland annat genom avskaffandet av det andra inhemska som obligatoriskt ämne i studentexamen 2004. Man ansåg då att globaliseringen krävde kunskaper i flera språk, och att svenskan minskade utrymmet för detta. I östra Finland framfördes krav på att kunna ersätta svenskan med ryskan, som sågs som mer relevant. Sedan händelserna i Ukraina 2014 blev dock Ryssland åter ett hot, och Norden, och i synnerhet Sverige, uppfattas igen mer viktiga.

### Undervisningens omfattning
I grundskolan började sedan 2016 undervisningen i andra inhemska språket, svenska eller finska, senast i årskurs 6, och fortgår till årskurs nio, som så kallat B1-språk. Minimiantalet veckotimmar är sex och ska fördelas på de fyra årskurserna. De få timmarna har upplevts som frustrerande, då de inte räcker för att lära sig och minnas det man lärt sig. Fördelningen av timmarna varierar från skola till skola. och i en del skolor har man utökat antalet timmar. Så har man gjort till exempel i staden Esbo, där elever i grundskolan har åtta veckotimmar svenska, likaså fördelade på de fyra åren. I en del finska skolor kan svenska också studeras som A-språk, varvid undervisningen börjar tidigare och omfattningen är större. Finska studeras ofta som A-språk i svenska skolor, och också elever som läst finska som B-språk skriver det i allmänhet som A-språk. En del finskspråkiga skolor har svenskt språkbad, som inleds senast i förskolan.
I gymnasiet var andra inhemska språket tidigare obligatoriskt prov i studentexamen. Detta slopades 2005 under regeringen Vanhanen, även om regeringen 2019 siktade på att återinföra examensmodellen. De nya planerna 2019 kom i ett förändrat samhällsklimat, där 2005 års mer normaliserade relation med det stora grannlandet Ryssland efterföljts av mer ansträngda relationer under Putinregimens utrikespolitiskt allt mer aggressiva politik.
Kurser i andra inhemska språket är ändå fortsättningsvis obligatoriska och omfattar 5 kurser om man läser språket på så kallad B1-nivå.
På högskolenivå kan omfattningen variera, men i regel utgör den obligatoriska kursen i andra inhemska språket 5 studiepoäng (ECTS). Tjänster som förutsätter högskoleexamen förutsätter i regel också "goda kunskaper i tal och skrift" i det andra inhemska språket, enligt det statliga "lilla språkprovet" ("stora språkprovet" ger intyg på kunskaper motsvarande modersmål).

## Kontrovers
Termen "pakkoruotsi" (tvångssvenska) lanserades i debatten på 1980-talet och i riksdagen 1990. Från 2010-talet har uttrycket använts närmast av sannfinländarna.
En del finska nationalister vill göra svenska till ett valbart ämne. Politiskt drivs kravet särskilt av Finskhetsförbundet och av det nationalkonservativa partiet Sannfinländarna, men rörelsen har anhängare i de flesta politiska partier. Vid Samlingspartiets partikongress år 2010 godkändes en motion om att göra svenskundervisningen frivillig i finskspråkiga skolor. Partiledningen beslöt dock att motionen inte föranleder några åtgärder med motiveringen: ”Partiet godkände olika beslut som står i konflikt med varandra och därför har partiledningen tolkningsrätt och väljer att tolka besluten så att man tänker strunta i motionen om att göra skolsvenskan frivillig”.
Förespråkarna av obligatorisk svenskundervisning anser att det ger Finland en större gemenskap med övriga Norden. Både finnar och finlandssvenskar kan hävda att samhällelig service måste kunna erbjudas på Finlands båda officiella språk, och att statligt anställda därför bör vara tvåspråkiga eller grundservicen för den finlandssvenska minoriteten i alla fall skulle arrangeras regionalt på något sätt om alla tjänstemän inte kan svenska.
Huvudargumenten mot den obligatoriska svenskan är dels utilitaristiska, dels nationalistiska. Förespråkarna hävdar att det är onödigt för någon som bor långt inne i östra Finland, hundratals kilometer från närmaste svenskspråkiga kommun, att behöva lära sig ett språk som de kanske i praktiken kommer att ha en liten användning av. Det hävdas att de med svenska som modersmål (5,5 procent av befolkningen) behärskar finskan så bra, att en finne inte heller i kontakten med dessa skulle behöva några kunskaper i svenska. Det bör dock noteras att det finns en stark flyttrörelse till den tvåspråkiga huvudstadsregionen (där cirka 6,5 procent av befolkningen har svenska som modersmål) och att delar av i synnerhet den äldre befolkningen i svenskbygderna har obefintliga kunskaper i finska.
Ett motargument mot nordismen brukar vara att Finlands nordiska anknytning skulle vara mindre viktig nu när landet är med i EU och då anknytningen inte längre behövs som en hjälp att möta påverkan från Sovjetunionen (samarbetet har fått en mer undanskymd roll). Förespråkarna för nordism håller inte med.
Ett motargument mot den andra ståndpunkten brukar vara att tvåspråkighetsargumentet bara gäller den svenskspråkiga befolkningen i till exempel huvudstadsregionen: de svenskspråkigas kunskaper i finska varierar kraftigt regionalt och betydelsen av att kunna använda sitt starkaste språk till exempel vid personliga, eventuellt svåra konfrontationer med myndigheter, är betydande för den personliga integriteten.
Kontroversen försvåras av att de olika inställningarna färgas av känslomässiga, djupgående upplevelser och historiska minnen: känslan hos finnar av att en gång ha varit förtryckta under svenske kungen, känslan hos finlandssvenskar av att inte få erkänsla för sina historiska bidrag till Finlands kultur, och möjligen också av negativa minnen från den egna skoltiden: att det mycket annorlunda språket varit svårt att lära (vilket kan gälla bägge sidor, i de delar av Finland där det andra inhemska språket inte talas i stor utsträckning).

Texten lyder "Bort med tvångssvenska".

## Uttrycket "pakkoruotsi" - "tvångssvenska"
Den obligatoriska svenskundervisningen i Finland kallas av en del finnar för pakkoruotsi, vilket betyder tvångssvenska. Logotypen, som har skapats av Finskhetsförbundet, illustrerar, med en stil lånad från skyltar och anvisningsetiketter, en person som slänger bokstaven Å i ett sopkärl. Bokstaven symboliserar det svenska språket och dess ställning i Finland. Bokstaven "Å" har nämligen ingen funktion i modernt finskt skriftspråk och används i regel endast vid utskrivning av skandinaviska, av historiska skäl främst svenska namn. På samma sätt kallas den obligatoriska finskundervisningen ibland för tvångsfinska (på finska pakkosuomi), närmast som ett inlägg i debatten om svenskan.